# Catalina Bufí Juan
Catalina Bufí Juan —na Lina Bufí— (Eivissa, 15 de febrer de 1940 - 5 de gener de 2024) va ser una música i docent eivissenca, figura molt rellevant de la vida musical de les Pitiüses.

## Formació
Era filla de Maria Juan Tur, nascuda a la parròquia del Pilar de la Mola de Formentera, i de Vicent Bufí Escandell, d’Eivissa, que tocava la trompeta a la Banda Municipal d’Eivissa.
Alumna de Victorí Planells, durant els primers anys va estudiar piano amb les professores Paquita Balanzat i Pepita Escandell a Eivissa. Posteriorment, va ampliar els estudis de piano amb Jaume Roig, professor i director del Conservatori de Palma de Mallorca, on es va iniciar en música de cambra i d'harmonia amb els professors Ignasi Piña i Antoni Matheu.
El 1959 va acabar la carrera de solfeig i de piano al Conservatori Superior de Música de València i, seguidament, va començar la seva dedicació a la docència musical al seu domicili de la capital pitiüsa, la planta baixa del número 14 del carrer de Joan d'Àustria, per on passaren centenars i centenars d'alumnes.

## Creació del Conservatori
Tot aquest alumnat havia de desplaçar-se a Palma per examinar-se. Això va fer que, amb el suport d'un nombre considerable de mares i pares d'alumnes, se sol·licités al Consell Insular d'Eivissa i Formentera que un tribunal del Conservatori de Mallorca es traslladés a Eivissa, cosa que va ocórrer el 9 de juliol de l'any 1977. Després es demanà la creació d'un conservatori a les Pitiüses. Aquesta petició va ser atesa el 1979 quan el Consell General Interinsular va crear al mes de març de l'any 1980 l'aula d'extensió del Conservatori de Música de les Balears a Eivissa, on Catalina Bufí va ser nomenada professora de solfeig i piano i, més endavant, directora del centre, càrrec que ocupà fins que es jubilà.
Durant aquest període va crear una coral amb cinquanta cantors (1974), base inicial del futur Cor del Conservatori d'Eivissa.
Posteriorment, l'any 1989, l'escola es traslladà a un espai públic, propietat del Consell Insular d'Eivissa i Formentera, l'Edifici Polivalent de Cas Serres, on el Conservatori amplià l'oferta formativa. Finalment es va transformar en el Conservatori Professional de Música i Dansa d'Eivissa i Formentera, amb dues seus i, des de 2014, amb el sobrenom de qui en fou la impulsora, Catalina Bufí.

## Reconeixements
El 2002 va rebre la Medalla de Plata del Consell Insular d'Eivissa i Formentera. Al 2005 va rebre el Premi Ramon Llull. Al 2012 li va ser concedida la medalla d’or de la ciutat d’Eivissa.